# Szilágyi Arthur
Szilágyi Arthur, 1909-ig Stegmüller (Budapest, Terézváros, 1876. április 5. – Szentivánfa, 1954. február 4.) fényképész, számos képes levelezőlap fotográfusaként, illetve kiadójaként vált ismertté. (Keresztnevét Artur, Artúr, Arthúr alakban is írta, illetve írták.)

## Életpályája

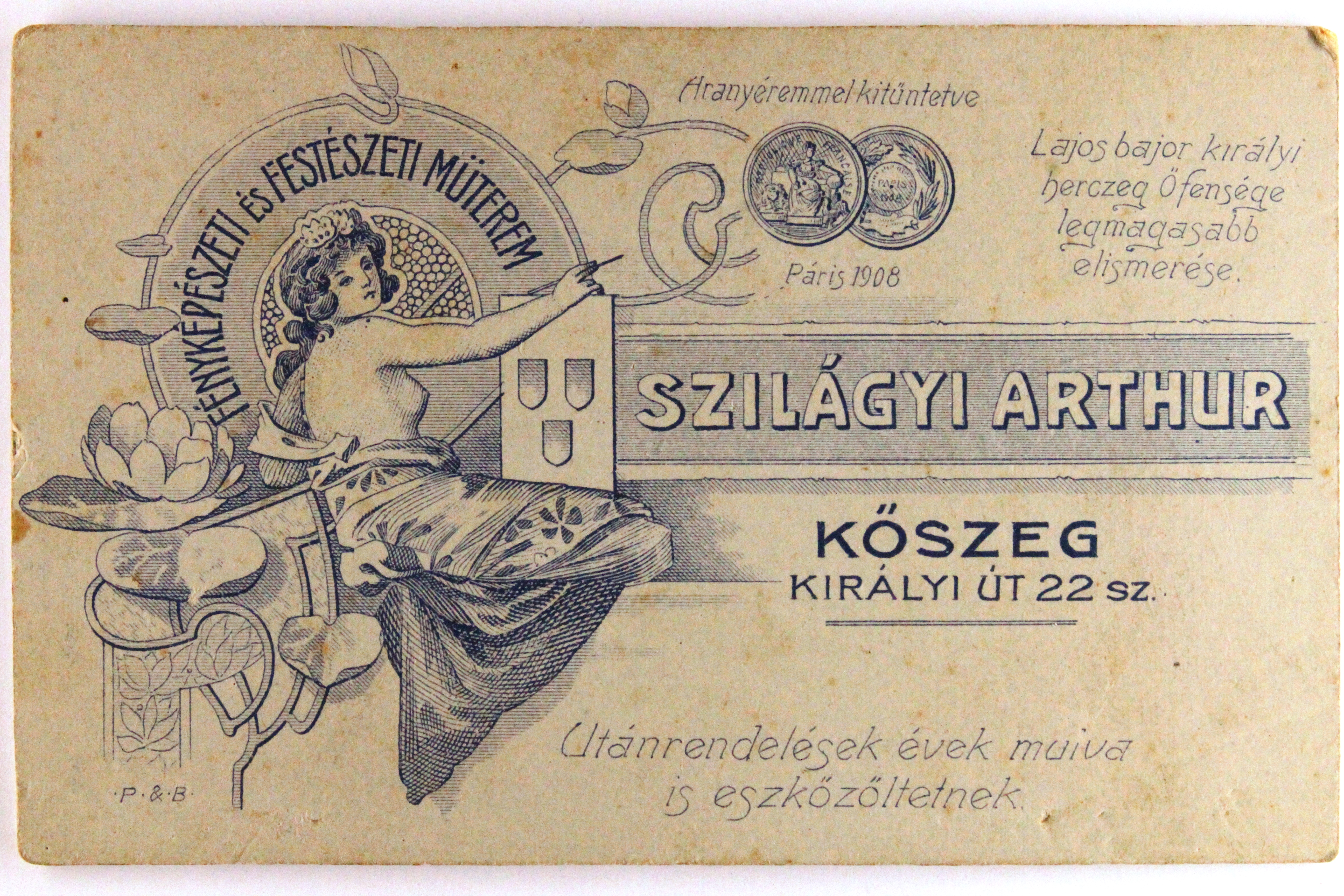
Egy általa késztített fénykép hátlapja

Stegmüller József Ernő (1847–1905) temesvári születésű fényképész és Böhm Hermina fia. A szakmai tanulmányait Bécsben végezte, majd segédként apja bécsi üzletében dolgozott. 1891-ben lett önálló. Tevékenységét elsősorban az általa készített, illetve kiadott képeslapok alapján lehet nyomon követni. Kezdetben Miskolcon, majd 1909–1910 (1911?) között Szegeden volt „festészeti és fényképészeti műterme”. Kőszegen 1913-ban nyitotta meg műtermét, ahol feltehetően 1935-ig működött. Munkásságának utolsó éveiben Szentivánfán (ma Uraiújfalu) dolgozott. A második világháború utáni évekből már nem találhatók képei a gyűjteményekben, illetve képeslap árveréseken.
Kőszegi évei alatt jelentős közéleti tevékenységet folytatott: a kőszegi ipartestület elöljárója, illetve a kőszegi katolikus legényegyelet elnöke volt. Egy 1921-ből származó kőszegi újságcikk szerint a közoktatásügyi minisztérium országos engedélye alapján vetítettképes hazafias, vallásos, ismeretterjesztő előadásokat tarthatott a tanulóifjúság számára.
Felesége Kemenesi Margit (Uraiújfalu, 1879. március 31. – Szentivánfa, 1952. április 23.) volt, akivel 1901. augusztus 19-én kötött házasságot Hegyfalun.
Szilágyi Arthur 1954. február 5.-én Szentivánfán hunyt el.

## Ismert munkái

### Fényképei

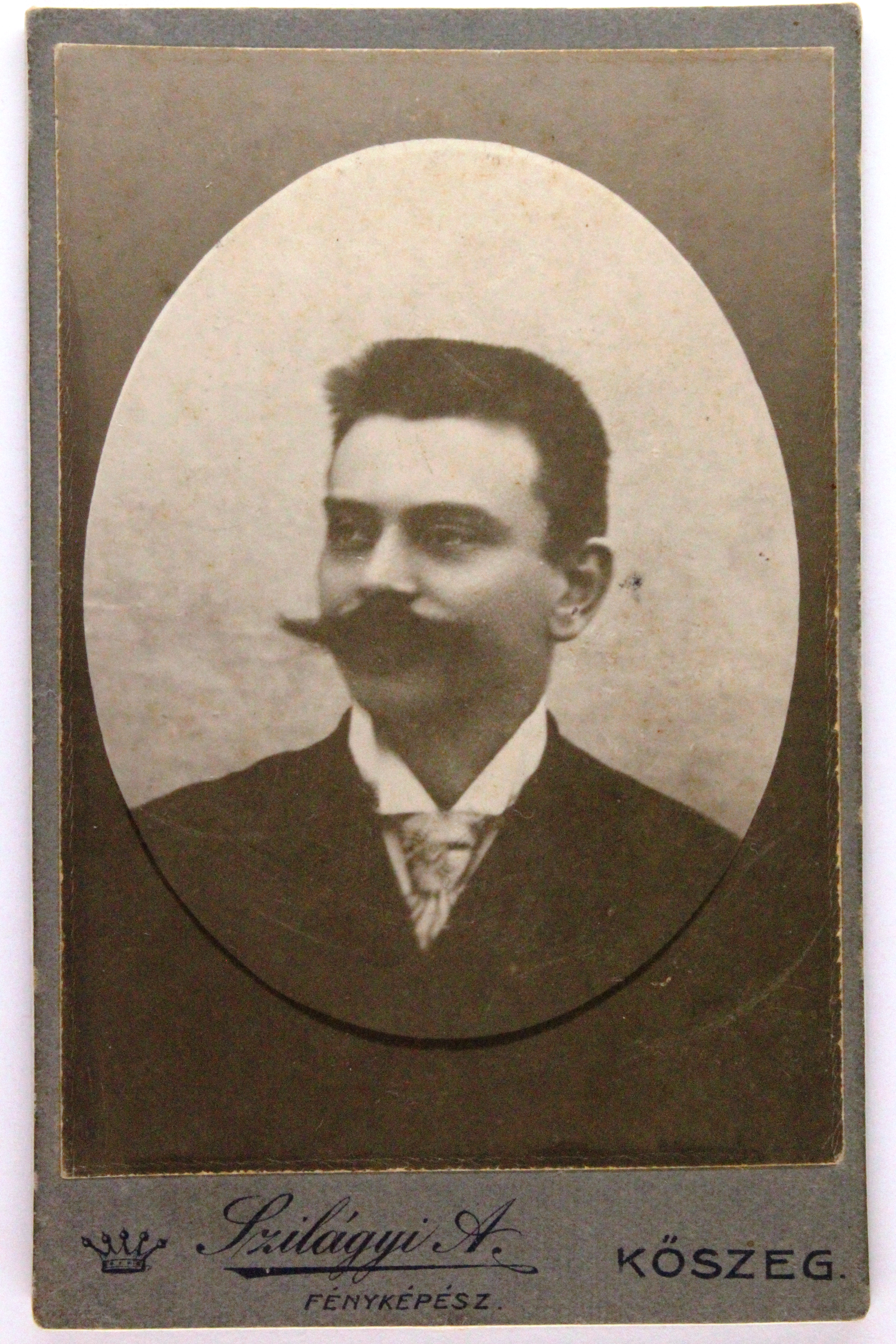
Szilágyi Arthur: Zauf János arcképe, Kőszeg, 1913 körül

- A Szegedi Alsóvárosi Iparoskör díszzászló bizottsága és alapító tagjai, Szeged, 1909 körül, magántulajdon → kép
- Készülnek az Ungár-Mayer-palota épületdíszei, Szeged, 1911 körül, (Jobbról a második Halm Mihály bádogosmester), Somogyi-könyvtár, Digitális Könyvtár  → kép
- Férfiképmás, Szeged, 1910 körül, Somogyi-könyvtár, Digitális Könyvtár  → kép
- Mayer Jenő portréja, Szeged, 1910 körül, Móra Ferenc Múzeum  → kép
- Gépjavító műhely Uraiújfalun (Vas m.), 1910-es évek, Magyar Mezőgazdasági Múzeum, Budapest → kép
- Zauf János arcképe, Köszeg, 1913 körül, magántulajdon

### Képeslapjai
- A Hungaricana közgyűjteményi portál adatbázisában (Szilágyi Arthur/Arthúr névváltozattal)

- A Hungaricana közgyűjteményi portál adatbázisában (Szilágyi Artur/Artúr névváltozattal)